# 블롭 이모지
블롭 이모지(blob emoji)는 구글이 2013년부터 2017년까지 안드로이드 모바일 운영체제에 도입한 이모지 구현 방식이다.

## 역사
구글은 2013년 안드로이드 킷캣 모바일 운영체제의 일부로 일본 디자인 스튜디오 IC4DESIGN이 제작한 블롭을 기존 이모지를 재디자인하는 방식으로 도입하였다. 2013년 이전에는 안드로이드의 이모지가 안드로이드 마스코트를 참조했으며, 일부에서는 이를 "안테나 달린 분신"이라고 불렀다.
유니코드(이모지 표준을 확립하는 단체)가 이모지에 피부톤과 성별 옵션을 도입하면서, 사람들이 이모지에 다양한 색상을 원할 경우 블롭 형태로는 이상해 보일 것이라고 판단했다. 시간이 흐르면서 블롭은 점차 더 인간적인 형태로 바뀌었다.
구글은 2017년 안드로이드 오레오 출시와 함께 제니퍼 대니얼이 디자인한 다른 플랫폼과 유사한 스타일의 원형 이모지를 도입하면서 블롭을 폐지했다. 플랫폼 간 일관된 이모지 해석이 재디자인의 주요 목표 중 하나였다. 약 1년 동안 개발되어 온 이 재디자인은 이모지 글리프에 더 많은 세부 사항을 포함하고 노란색 피부톤을 기본값으로 제공하는 애플의 노력을 모방한 것이었다.
폐지에도 불구하고 2022년 기준으로 구글의 지메일은 계속해서 블롭 이모지를 사용했으며, 구글은 지보드의 이모지 키친 기능에 블롭 이모지를 재도입했다. 이 기능은 사용자가 두 개의 이모지를 하나의 그림(스티커)으로 결합할 수 있게 해준다. 또한 블롭은 노토 이모지 폰트에서 사람을 표현하는 데 사용된다.

## 평가
블롭 이모지는 2013년부터 2017년 사이에 의견이 갈리는 기능이었다. 지지자들은 이모지 표의문자에 대한 참신한 해석을 칭찬한 반면, 비판자들은 플랫폼마다 이모지가 다르게 해석될 때 발생하는 의사소통 오류를 비판했다.
2018년, 구글은 지보드와 안드로이드 메시지를 위한 블롭 이모지 스티커 팩을 출시했다.

## 더 읽어보기
- Brant, Tom (May 19, 2017). “The End Is Near for Google's Blob Emoji”. 《PC Magazine》 (영어). July 20, 2018에 확인함.
- Carey, Bridget (April 19, 2016). “As Apple paints MacBook pink, Android's emoji blobs get a makeover”. 《CNET》 (영어). July 20, 2018에 확인함.
- Garun, Natt (July 17, 2018). “Google revives its blob emoji as sticker packs on Gboard and Android Messages”. 《The Verge》. July 20, 2018에 확인함.
- Garun, Natt (May 25, 2017). “Google's blob emoji are great and no one will convince me otherwise”. 《The Verge》. July 20, 2018에 확인함.
- Goldman, David (May 18, 2017). “Google kills its hideous blob emojis”. 《CNNMoney》. July 20, 2018에 확인함.
- Mix (May 18, 2017). “Google is redesigning its awful blob emoji for the new Android O”. 《The Next Web》 (미국 영어). July 20, 2018에 확인함.
- Kircher, Madison Malone (May 17, 2017). “Google's Blob Emoji Get Sad, Circular Redesign”. 《Select All》 (영어). July 20, 2018에 확인함.
- Stinson, Elizabeth (September  1, 2017). “Say Goodbye to the Blob. Google's New Emoji Have Arrived”. 《Wired》. April 16, 2018에 확인함.
- Tibken, Shara (May 18, 2017). “Google's emoji to get much needed redesign in Android O”. 《CNET》 (영어). July 20, 2018에 확인함.
- Welch, Chris (July 17, 2017). “Google is using the impending death of its blob emoji to promote Allo”. 《The Verge》. July 20, 2018에 확인함.